# 2012-es öttusa-Európa-bajnokság
A 2012-es öttusa-Európa-bajnokságot, amely a 21. kontinensviadal volt, a bulgáriai Szófiában rendezték 2012. július 4. és július 10. között.

## Eredmények

### Férfiak
| Versenyszám | Arany                                                             | Arany  | Ezüst                                                                         | Ezüst  | Bronz                                                                     | Bronz  |
| ----------- | ----------------------------------------------------------------- | ------ | ----------------------------------------------------------------------------- | ------ | ------------------------------------------------------------------------- | ------ |
| Egyéni      | Riccardo De Luca · Olaszország                                    | 5888   | Kasza Róbert · Magyarország                                                   | 5836   | Demeter Bence · Magyarország                                              | 5824   |
| Csapat      | Oroszország · Ilja Frolov · Alekszandr Leszun · Andrey Moiseyev   | 17 280 | Magyarország · Demeter Bence · Kasza Róbert · Marosi Ádám                     | 17 232 | Csehország · Jan Kuf · Michal Michalík · Michal Sedlecky                  | 16 800 |
| Váltó       | Oroszország · Ilja Frolov · Szergej Karjakin · Alekszandr Szavkin | 6304   | Ukrajna · Dmitro Kirpuljanszkij · Olekszandr Mordaszov · Ruszlan Nakonecsnyij | 6228   | Fehéroroszország · Mikhail Mitsyk · Raman Pinchuk · Aliaksandr Vasilionak | 6156   |

### Nők
| Versenyszám | Arany                                                                            | Arany  | Ezüst                                                                         | Ezüst  | Bronz                                                            | Bronz  |
| ----------- | -------------------------------------------------------------------------------- | ------ | ----------------------------------------------------------------------------- | ------ | ---------------------------------------------------------------- | ------ |
| Egyéni      | Laura Asadauskaitė · Litvánia                                                    | 5468   | Irina Hohlova · Ukrajna                                                       | 5452   | Ganna Buriak · Ukrajna                                           | 5400   |
| Csapat      | Oroszország · Jevdokija Grecsinyikova · Jekatyerina Huraszkina · Donata Rimšaitė | 15 936 | Egyesült Királyság · Katy Burke · Heather Fell · Freyja Prentice              | 15 804 | Magyarország · Gyenesei Leila · Kovács Sarolta · Tóth Adrienn    | 15 788 |
| Váltó       | Oroszország · Szvetlana Lebegyeva · Donata Rimšaitė · Anna Szavcsenko            | 5338   | Lengyelország · Sylwia Gawlikowska · Aleksandra Skarzynska · Katarzyna Wójcik | 5276   | Egyesült Királyság · Katy Burke · Heather Fell · Freyja Prentice | 5182   |

### Vegyes
| Versenyszám | Arany                                                          | Arany | Ezüst                                             | Ezüst | Bronz                                        | Bronz |
| ----------- | -------------------------------------------------------------- | ----- | ------------------------------------------------- | ----- | -------------------------------------------- | ----- |
| Váltó       | Fehéroroszország · Anasztaszija Prakapenka · Mihail Prakapenka | 5936  | Litvánia · Laura Asadauskaitė · Justinas Kinderis | 5936  | Csehország · Natalie Dianová · David Svoboda | 5896  |

## Éremtáblázat
Magyarország eltérő háttérszínnel kiemelve.
|          | Nemzet             | Arany | Ezüst | Bronz | Összesen |
| 1.       | Oroszország        | 4     | 0     | 0     | 4        |
| 2.       | Litvánia           | 1     | 1     | 0     | 2        |
| 3.       | Fehéroroszország   | 1     | 0     | 1     | 2        |
| 4.       | Olaszország        | 1     | 0     | 0     | 1        |
| 5.       | Magyarország       | 0     | 2     | 2     | 4        |
| 6.       | Ukrajna            | 0     | 2     | 1     | 3        |
| 7.       | Egyesült Királyság | 0     | 1     | 1     | 2        |
| 8.       | Lengyelország      | 0     | 1     | 0     | 1        |
| 9.       | Csehország         | 0     | 0     | 2     | 2        |
| Összesen | Összesen           | 7     | 7     | 7     | 21       |